# Brewer & Shipley

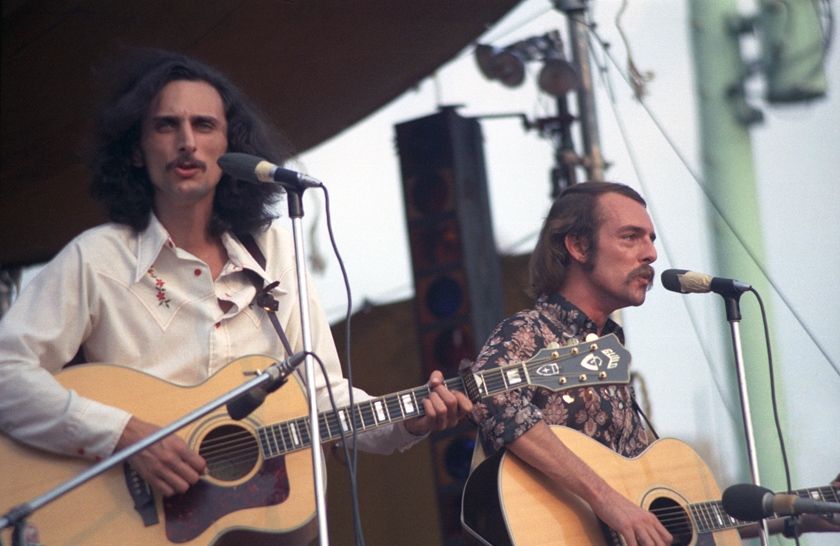
Брюэр и Шипли на выступлении в 1971 году в Кембридже, Массачусетс

Brewer & Shipley (Брюэр и Шипли) — американский гитарный дуэт 1960-х и 1970-х годов, исполнявший музыку в стиле фолк и фолк-рок. Отличительными чертами их выступлений были мелодичная сложная игра на гитаре, использование голосовой гармонии, а тексты затрагивали важные социальные темы для США конца шестидесятых — войну во Вьетнаме, политические свободы. Только три их песни достигли списка Billboard Charts, из них более-менее широко известен лишь хит «One Toke Over the Line» из альбома Tarkio 1970 года, включённый в звуковую дорожку фильма «Страх и ненависть в Лас-Вегасе». Известна также их обработка пейотной песни Witchi Tai To. Брюэр и Шипли продолжают выступать, как поодиночке, так и совместно, в основном на Среднем Западе США.

## Дискография
- Down in L.A. (1968) на A&M Records
- Weeds (1969) на Kama Sutra Records
- Tarkio (1970) на Kama Sutra Records
- Shake Off the Demon (1971) на Kama Sutra Records
- Rural Space (1972) на Kama Sutra Records
- ST-11621 (1974) на Capitol Records
- Welcome To Riddle Bridge (1976) на Capitol Records
- Brewer and Shipley Greatest Hits (1989) на Pair Records
- SHANGHAI (1993) на One Toke Productions
- Archive Alive! (1997) на Archive Recordings
- Heartland (1997) на One Toke Productions
- One Toke Over the Line: The Best of Brewer & Shipley (2001) на Buddah Records